# Circle in the Sand
Circle in the Sand is een single van de Amerikaanse zangeres Belinda Carlisle. Het nummer werd geschreven door Rick Nowels en Ellen Shipley en is uitgebracht in 1988. Het behaalde de Nederlandse Top 40. Het nummer is opgenomen in haar album Heaven on Earth.

## Hitnoteringen

### Nederlandse Top 40
| Nummer | 30 | 20 | 17 | 17 | 19 | 31 | uit |

### NPO Radio 2 Top 2000
| Nummer met noteringen in de NPO Radio 2 Top 2000 | '99  | '00 | '01  | '02  |
| ------------------------------------------------ | ---- | --- | ---- | ---- |
| Circle in the Sand                               | 1282 | -   | 1470 | 1631 |

1. ↑  Een '-' betekent dat het nummer niet was genoteerd en een vetgedrukt getal geeft de hoogste notering aan.
2. ↑  Deze tabel is bijgewerkt tot en met de laatste editie (2024).